# Claire Denis, la vagabonde
Pour plus de détails, voir Fiche technique et Distribution.
Claire Denis, la vagabonde est un film français réalisé par Sébastien Lifshitz et sorti en 2022.

## Fiche technique
- Titre : Claire Denis, la vagabonde
- Réalisation :  Sébastien Lifshitz
- Scénario : Sébastien Lifshitz
- Photographie : Béatrice Kordon
- Son : Cyril Holtz
- Montage : Sylvie Ballyot
- Production : La Fémis
- Pays de production :  France
- Genre : documentaire
- Durée : 48 minutes
- Date de sortie : France - 1995[1]

## À propos du film
- Claire Denis, la vagabonde a été réalisé dans le cadre de la série « Cinéastes de notre temps » et présenté lors de la rétrospective intégrale de l'œuvre de Sébastien Lifshitz au Centre Pompidou en 2019[2].